# Bosque del terror de Ibadán

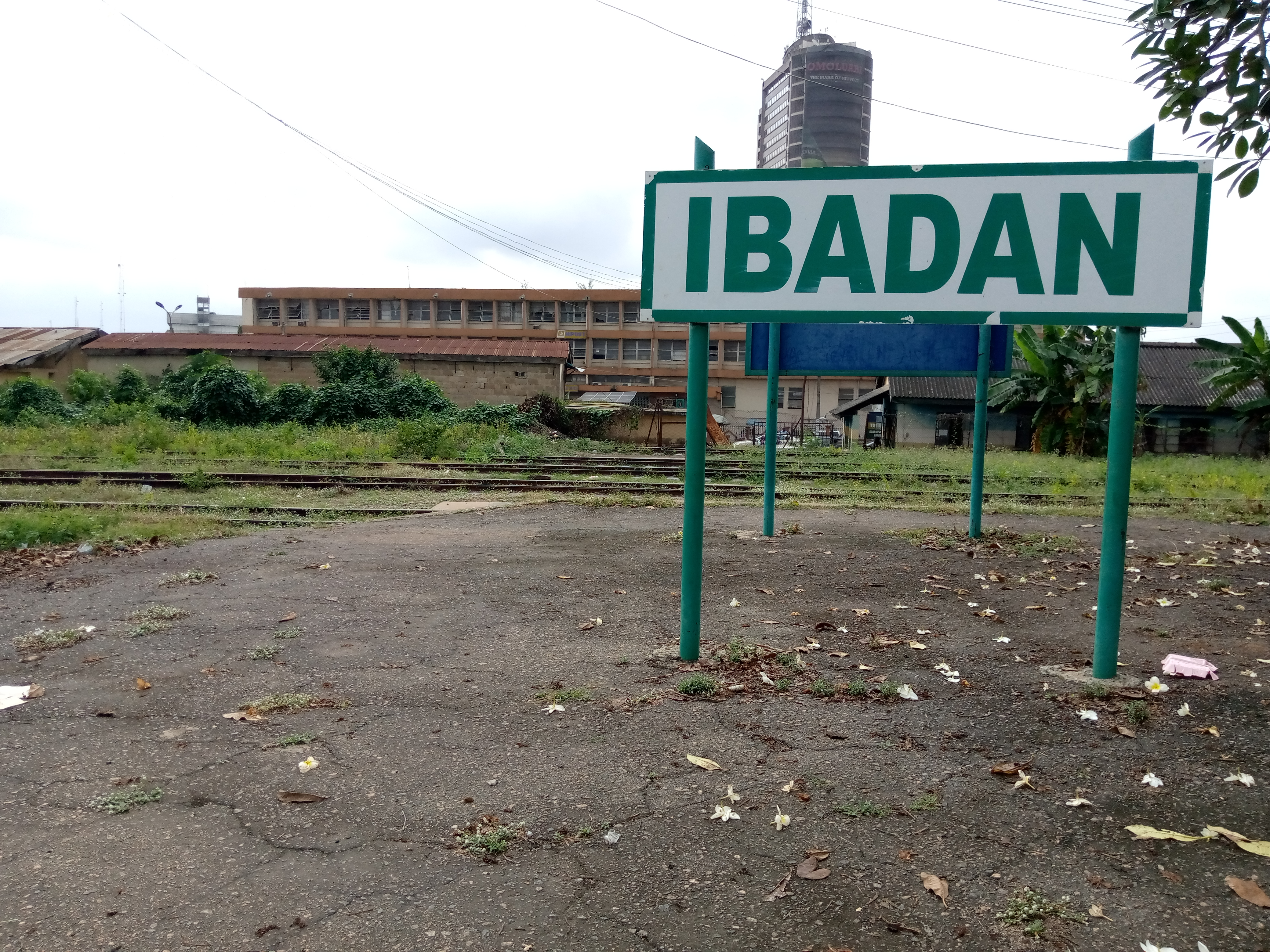
Fábrica a las afueras de Ibadán.

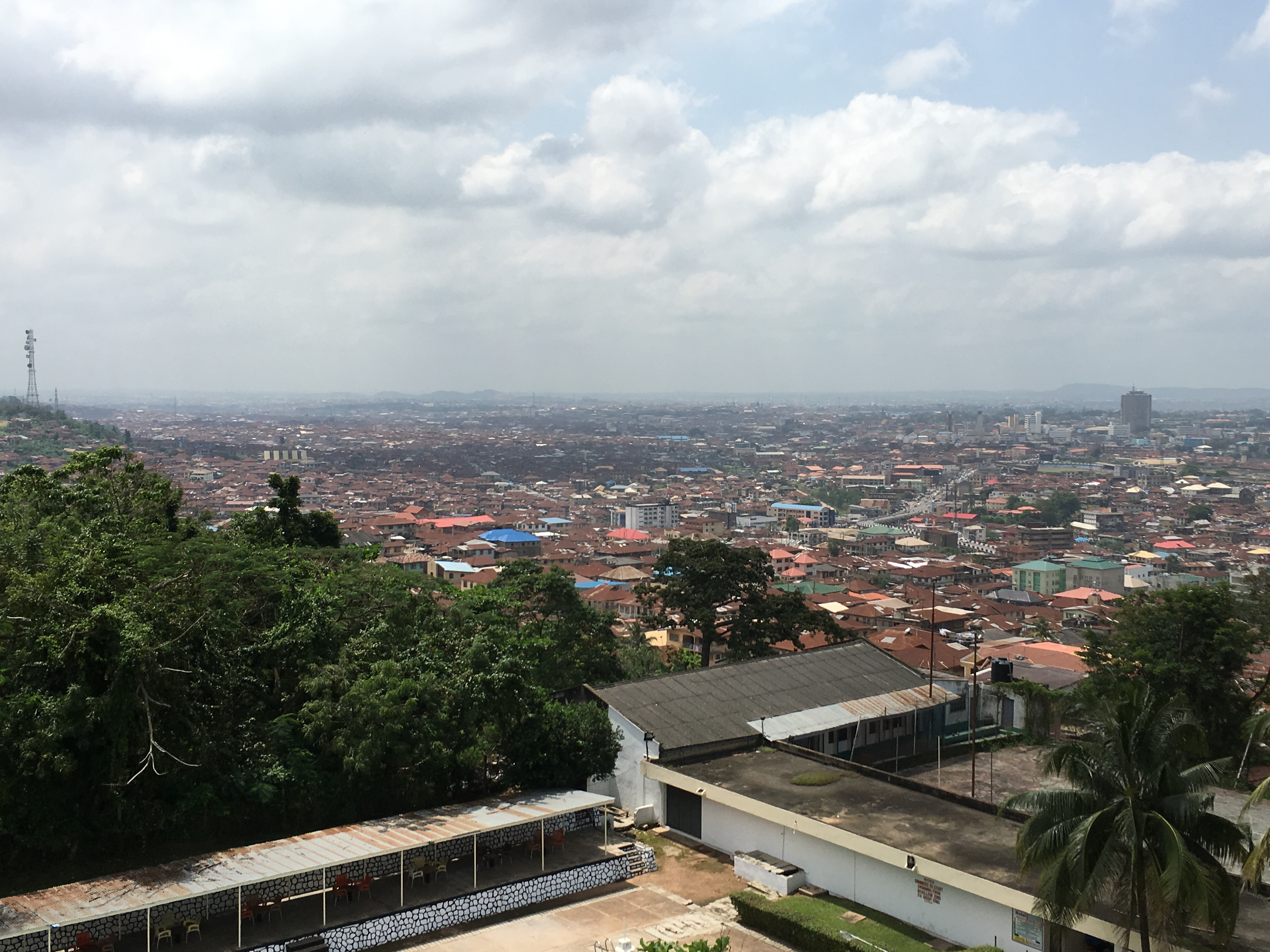
Imagen panorámica de la ciudad.

El bosque del terror de Ibadán, conocido popularmente como Soka, hace referencia a un bosque a las afueras de Ibadán, ciudad de Nigeria y capital del estado de Oyo, al suroeste del país. El sitio comenzó a tener relevancia debido a un descubrimiento involuntario el 22 de marzo de 2014, cuando un motociclista comercial de la zona encontró veinte cuerpos humanos descompuestos y cientos de cráneos humanos dispersos por el bosque. Tras las pesquisas policiales, las autoridades consiguieron salvar con vida a más de veinte personas en severo estado de inanición.
El que fuera gobernador del estado de Oyo, Abiola Ajimobi, visitó el bosque después de que fuera descubierto. En la zona se encontró un edificio con varios artículos, incluida ropa para niños y adultos, tapetes y otros elementos usados en el hogar. Se creyó que las actividades que ocurrieron en el bosque fueron coordinadas por secuestradores desconocidos y por asesinatos ritualistas y de magia negra que a menudo eran patrocinadas por personas, apuntaban en ese momento, ligadas a las altas esferas que usaban la carne humana como parte de rituales.

## Reacciones
El descubrimiento generó reacciones de controversia, indignación y miedo en toda Nigeria, planteando dudas sobre la seguridad del Estado y la necesidad de fortalecerlo. Hubo una preocupación sobre el vínculo entre el manejo (secuestradores y ritualistas) del bosque y algunos altos funcionarios del gobierno y políticos notables en el estado, pero no se pudo demostrar que estuvieran relacionados con tal hecho. Los jóvenes de la zona denunciaron que el comando de la Policía Estatal de Oyo se negó a investigar el bosque a pesar de varios casos de secuestro reportados en el estado. Algunos de los sobrevivientes rescatados de la guarida afirmaron que los ritualistas secuestraron las víctimas alegando ser los funcionarios de la iniciativa de renovación urbana coordinada por el gobierno del estado de Oyo.